# Maurice Whitfield
Pour les articles homonymes, voir Whitfield.
Maurice Whitfield, né le 29 mars 1973, à Philadelphie, en Pennsylvanie, est un ancien joueur américain naturalisé tchèque de basket-ball. Il évolue durant sa carrière au poste de meneur.

## Palmarès
- Coupe de République tchèque 2002, 2004, 2005